# Фабрика (фильм)
«Фабрика» (англ. The Factory) — американский триллер 2012 года с участием Джона Кьюсака и Дженнифер Карпентер, режиссёр Морган О’Нил.

## Сюжет
Одержимый полицейский идёт по следу серийного убийцы, бесчинствующего на улицах города Баффало, штат Нью-Йорк. Но когда пропадает его дочь-подросток, он бросает свою профессиональную сдержанность и идет искать убийцу.

## В ролях
| Актёр               | Роль     |
| ------------------- | -------- |
| Джон Кьюсак         | Майк     |
| Дженнифер Карпентер | Келси    |
| Даллас Робертс      | Карл     |
| Мэй Уитман          | Эбби     |
| Соня Уолгер         | Шелли    |
| Магейна Това        | Бриттани |
| Кэтрин Уотерстон    | Лорен    |
| Гарри Уильямс       | Деррил   |